# Qianliyan
Qianliyan é um deus chinês do mar que geralmente aparece junto com Shunfeng'er como guardiões dos templos da deusa suprema do mar, Mazu.
O nome "Qianliyan" pode significar diferentes termos como  "Gavião", "Olhos de Lince", "Vidente" e também podendo ter grafia como Qianli Yan e Qian Li Yan.
Sob a dinastia Ming, também era conhecido como Li Lou.
A visão aguçada de Qianliyan é empregada para ajudar a proteger os marinheiros à noite da neblina e outras intempéries.